# دنيس إف. راسموسن
دنيس إف. راسموسن هو سياسي أمريكي، ولد في 14 يونيو 1947 في إسكس في الولايات المتحدة. نشط حزبياً في الحزب الديمقراطي. وقد انتخب عضو مجلس ولاية ماريلند ‏ وانتخب عضو مجلس النواب لولاية ماريلند ‏.